# باولر (بیتبورگ-پروم)
باولر (به آلمانی: Bauler) یک شهر در آلمان است که در بیتبورگ-پروم واقع شده‌است.